# Samsung Galaxy S20
Pour les articles homonymes, voir S20.
Les Samsung Galaxy S20, Galaxy S20+, Galaxy S20 Ultra et Galaxy S20 FE sont quatre smartphones Android haut de gamme de type phablette produits par la société Samsung Electronics,. Ils font partie de la gamme Galaxy S.
La présentation de ces smartphones (excepté pour le Galaxy S20 FE), au côté du Samsung Galaxy Z Flip, a été faite le 11 février 2020, quelques jours avant la date prévue pour le Mobile World Congress.

## Caractéristiques

### Écran
Le smartphone est décliné en quatre versions : le S20 (6,2 pouces), le S20+ (6,7 pouces), le S20 Ultra (6,9 pouces) et le S20 FE (6,5 pouces). Il s'agit du premier smartphone où Samsung a intégré un écran avec un taux de rafraîchissement de 120 Hz, bien que ce mode ne soit pas disponible avec l'affichage en QHD+ (Qui lui n’est utilisable seulement quand l’écran est à 60 Hz). Ils possèdent tous un écran « dynamique AMOLED » de 1440p avec un capteur d’empreinte digitale sous l’écran. Par ailleurs, tous les modèles possèdent des écrans plats avec une incurvation minime par rapport à la précédente génération de Galaxy.

### Processeur
Le téléphone utilise deux types de puces SOC selon les zones géographiques : une puce Exynos 990 de Samsung pour l’Europe et l’Asie et un SOC Snapdragon 865 pour l’Amérique et la Chine. Il en est de même pour le processeur graphique : un ARM Mali G77 MP11 pour la zone « monde » et un Adreno 650 pour les États-Unis et la Chine.

### Connectivité
Il est dépourvu de prise jack.

### Appareil photo
Ils ont des caméras selfie respectivement de 10 mégapixels, 10 mégapixels, 40 mégapixels et 32 mégapixels et peuvent tous filmer en 4K 60 FPS.
Le S20 possède un système triple camera avec les classiques grand-angle, ultra-grand-angle et téléphoto (zoom). Le S20+ a de son côté un capteur 3D Tof (Time of flight) en plus. Le S20 Ultra quant à lui a un capteur téléphoto plus poussé lui permettant un zoom X100 et un capteur grand-angle de 108 mégapixels, une première pour Samsung. Le S20FE a un système semblable au S20.

### Vidéo
Tous peuvent filmer en 4K 60 FPS, et les modèles S20, S20+ et S20 Ultra peuvent également filmer en 8K 24 FPS mais seulement avec les objectifs d'au moins 32 Mpx.

### Stockage et mémoire
Tous proposent des solutions de stockage allant de 128 Go à 512 Go, la mémoire variant de 6 Go à 16 Go. Ils sont également compatibles avec une carte MicroSD.

### Logiciel
Les quatre téléphones sont livrés avec Android 10 et la surcouche logicielle One UI de Samsung. Ils sont tous compatibles avec Android 11 et One UI 3.

## Galaxy S20 FE
Le 23 septembre 2020, Samsung a dévoilé le Galaxy S20 FE (Fan Edition), avec un meilleur rapport qualité-prix, un processeur amélioré, une batterie plus grande et une meilleure qualité photo. Il possède également une prise jack.
Celui-ci abandonne l'écran légèrement incurvé du S20 pour un écran plat, et possède un arrière en plastique, et non pas en verre.
Il est réédité en Corée du Sud en avril 2022.

## Galaxy S20 Tactical Edition
En mai 2020, le Galaxy S20 Tactical Edition, version blindée et chiffrée du smartphone destinée aux militaires, est lancée.

## Fin de vie
En janvier 2021, après la présentation du Samsung Galaxy S21 5G, les trois modèles de S20, à l'exception du S20 FE, sont retirés de la vente.
One UI 5 sera la dernière mise à jour majeure des trois modèles de S20 (y compris le S20 FE). Il ne seront pas mis à jour vers One UI 6, cependant, ils réceptionneront encore quelques mises à jour de sécurité.

## Galerie

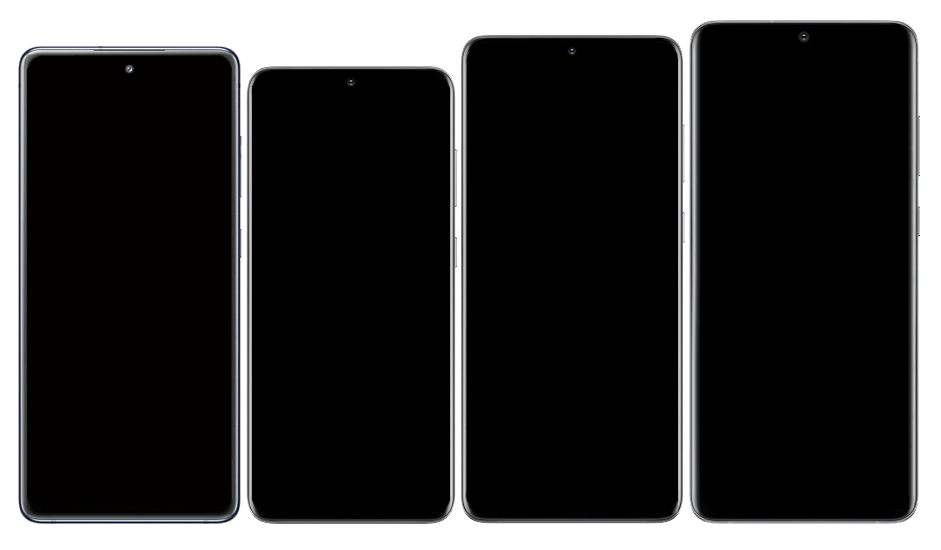
Vue avant des quatre modèles
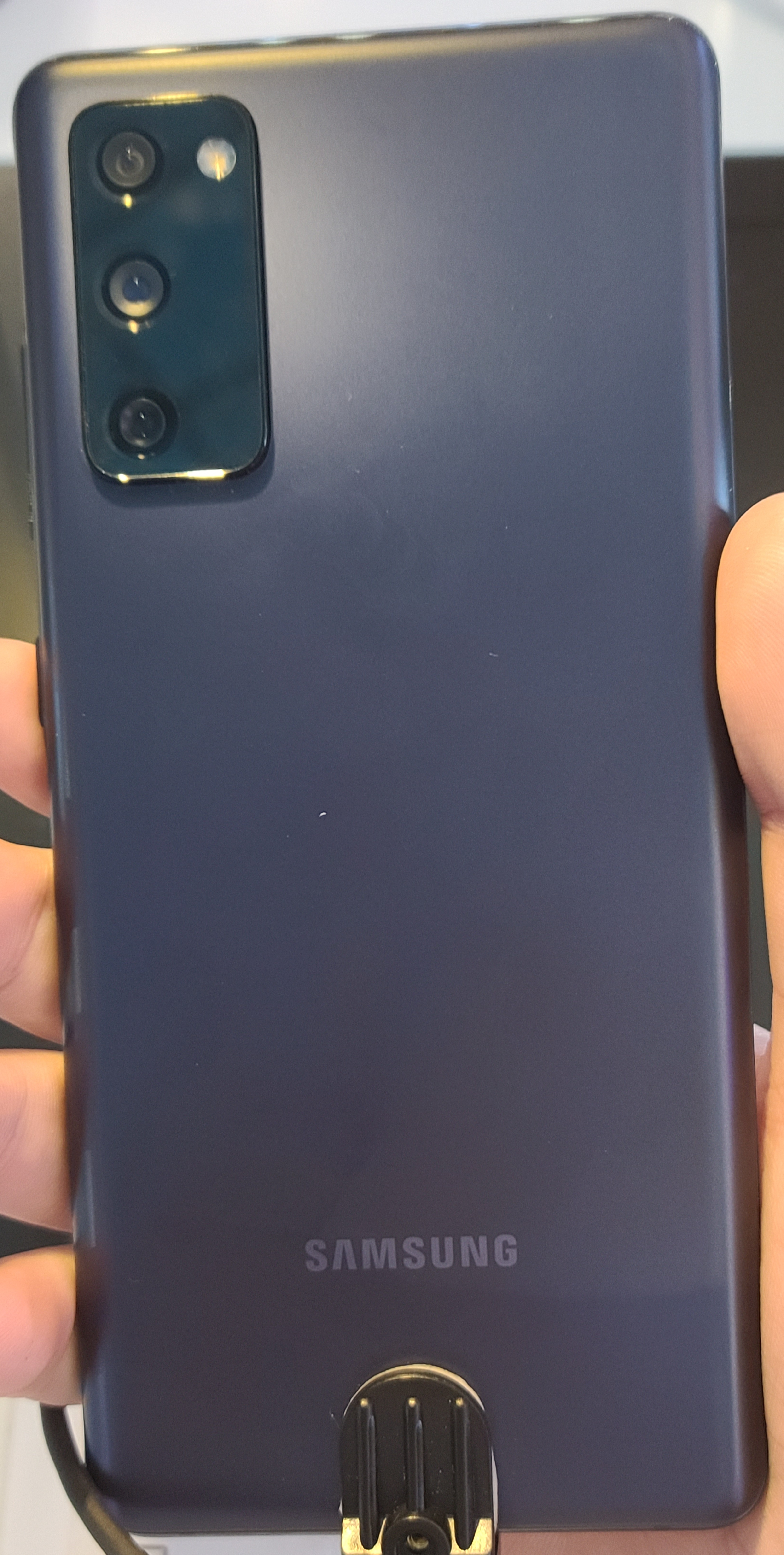
Galaxy S20 FE (vue arrière)
Logo du Galaxy S20 FE